# Часткова похідна
Часткова похідна (частинна похідна) функції кількох змінних — це похідна по одній із змінних, причому інші змінні приймаються як константи. Часткові похідні використовуються у векторному численні та диференційній геометрії.
Часткова похідна функції {\displaystyle f(x,y,\dots )} від змінної {\displaystyle x} може мати різні позначення:
{\displaystyle f'_{x},f_{x},\partial _{x}f,\ D_{x}f,D_{1}f,{\frac {\partial }{\partial x}}f,{\text{ або }}{\frac {\partial f}{\partial x}}.}
Іноді, для функції {\displaystyle z=f(x,y,\ldots ),} часткові похідні {\displaystyle z} по {\displaystyle x} позначають як {\displaystyle {\tfrac {\partial z}{\partial x}}.} Оскільки часткова похідна взагалі має ті ж самі аргументи, що і початкова функція, то її функціональна залежність має явне позначення, таке як:
{\displaystyle f_{x}(x,y,\ldots ),{\frac {\partial f}{\partial x}}(x,y,\ldots ).}
Символ, яким позначають часткову похідну, — ∂. Це заокруглена форма літери d, що використовується для запису повної похідної. Перше використання цього символу приписують Марі Кондорсе — він використав цей символ для позначення часткових похідних у 1770 році. Сучасне позначення часткових похідних було запропоноване Лежандром у 1786 році, хоча згодом він відмовився від нього. Повторно використання символу запровадив у своїх працях Карл Якобі починаючи з 1841 року.

## Означення
Нехай f — функція, що залежить більш ніж від однієї змінної. Наприклад,
{\displaystyle f(x,y)=x^{2}+xy+y^{2}.}
Тут f можна інтерпретувати як родину функцій від однієї змінної при заіндексованій іншій:
{\displaystyle f(x,y)=f_{x}(y)=x^{2}+xy+y^{2}.}
Іншими словами, при виборі нового значення x утворюється нова функція fx, котра є функцією від одного дійсного аргументу. Тобто,
{\displaystyle x\mapsto f_{x},}
{\displaystyle f_{x}(y)=x^{2}+xy+y^{2}.}
Припустимо, що значення x вибрано, покладемо його a, тоді f(x, y) визначає функцію fa, залежну тільки від y: a² + ay + y²:
{\displaystyle f_{a}(y)=a^{2}+ay+y^{2}.}
В цьому виразі, a — константа, а не змінна, отже fa — функція від одного дійсного аргументу — y. Відповідно до означення похідної функції одного аргументу:
{\displaystyle f_{a}'(y)=a+2y.}
Наведену процедуру можна здійснити для довільного вибору a. Узагальнивши всю сім'ю функцій, отримаємо похідну функції f по змінній y:
{\displaystyle {\frac {\partial f}{\partial y}}(x,y)=x+2y.}
Тут використовується символ ∂, котрий називають символом часткової похідної.
В загальному випадку, часткову похідну функції f(x1,…,xn) за змінною xi в точці (a1,…,an) записують так:
{\displaystyle {\frac {\partial f}{\partial x_{i}}}(a_{1},\ldots ,a_{n})=\lim _{h\to 0}{\frac {f(a_{1},\ldots ,a_{i}+h,\ldots ,a_{n})-f(a_{1},\ldots ,a_{n})}{h}}.}
У цьому різницевому відношенні усі змінні, крім xi, зафіксовані.
Іншими словами, різний вибір індексу a приводить до утворення родини функцій як у наведеному прикладі. Цей приклад також показує, що обчислення часткової похідної, в обчислювальному сенсі, простіше, ніж повної похідної.
Важливим прикладом функції кількох змінних є випадок скалярної функції f(x1,…xn) в евклідовому просторі Rn (наприклад, R² або R³). В цьому випадку f має часткову похідну ∂f/∂xj по кожній змінній xj. У точці a ці часткові похідні визначають вектор
{\displaystyle \nabla f(a)=\left({\frac {\partial f}{\partial x_{1}}}(a),\ldots ,{\frac {\partial f}{\partial x_{n}}}(a)\right).}
Цей вектор називають градієнтом f в точці a. Якщо f диференційовна в кожній точці певної області, то градієнт — векторна функція ∇f, котра в точці a перетворюється у вектор ∇f(a). Відповідно градієнт визначений у векторному полі.

## Приклади
Рівняння, що містять часткові похідні, називають рівняннями в часткових похідних, і вони часто використовуються у фізиці, інженерії та інших науках і прикладних дисциплінах.

### Геометрія

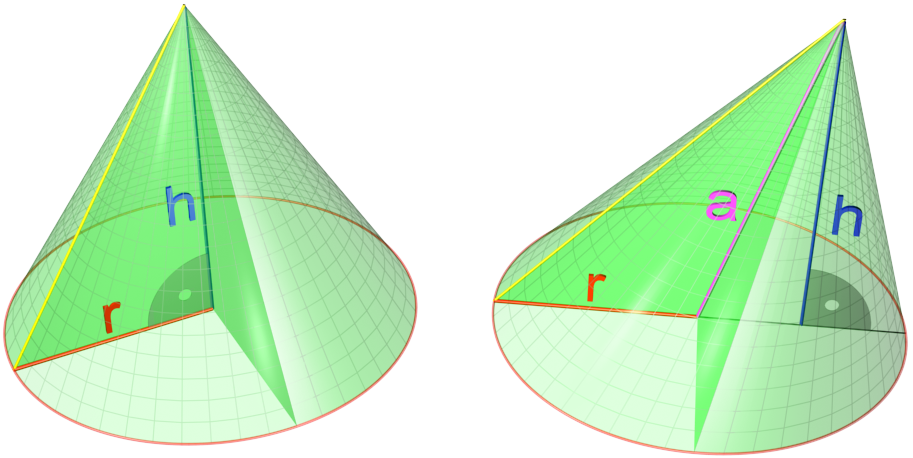
Об'єм конуса залежить від висоти та радіусу.

Об'єм конуса V залежить від висоти h та радіусу r за формулою
{\displaystyle V(r,h)={\frac {\pi r^{2}h}{3}}.}
Часткова похідна об'єму V за радіусом r буде
{\displaystyle {\frac {\partial V}{\partial r}}={\frac {2\pi rh}{3}}.}
Вона описує, як змінюється об'єм конуса від зміни радіуса при сталій висоті.
Часткова похідна за висотою h
{\displaystyle {\frac {\partial V}{\partial h}}={\frac {\pi r^{2}}{3}}}
показує, як змінюється об'єм конуса при зміні висоти, коли радіус є сталим.
Тепер для порівняння знайдемо повні похідні V за змінними r та h. Вони, відповідно, мають вигляд
{\displaystyle {\frac {dV}{dr}}=\overbrace {\frac {2\pi rh}{3}} ^{\frac {\partial V}{\partial r}}+\overbrace {\frac {\pi r^{2}}{3}} ^{\frac {\partial V}{\partial h}}{\frac {dh}{dr}}}
та
{\displaystyle {\frac {dV}{dh}}=\overbrace {\frac {\pi r^{2}}{3}} ^{\frac {\partial V}{\partial h}}+\overbrace {\frac {2\pi rh}{3}} ^{\frac {\partial V}{\partial r}}{\frac {dr}{dh}}}
Бачимо, що різниця між повною та частковою похідними полягає у виключенні непрямих залежностей між змінними в останній.
Тепер припустимо, що з певних причин пропорції конуса мають залишитись сталими, і відношення між висотою та радіусом буде сталим числом k:
{\displaystyle k={\frac {h}{r}}={\frac {dh}{dr}}.}
Це дає повну похідну:
{\displaystyle {\frac {dV}{dr}}={\frac {2\pi rh}{3}}+{\frac {\pi r^{2}}{3}}k}
яка спрощується до:
{\displaystyle {\frac {dV}{dr}}=k\pi r^{2}.}
Аналогічно, повна похідна по h буде:
{\displaystyle {\frac {dV}{dh}}=\pi r^{2}.}
Повна похідна відносно обох змінних r та h від об'єму, як від скалярної функції цих двох змінних, задається вектором градієнта
{\displaystyle \nabla V=\left({\frac {\partial V}{\partial r}},{\frac {\partial V}{\partial h}}\right)=\left({\frac {2}{3}}\pi rh,{\frac {1}{3}}\pi r^{2}\right)}.

### Термодинаміка і математична фізика
Часткові похідні застосовуються в рівняннях термодинаміки, таких як рівняння Гіббса-Дюгема, а також в інших рівняннях математичної фізики.

### Масштабування зображення
Часткові похідні є одним із ключовим елементів в алгоритмах масштабування зображень до бажаного розміру. Широко відомий алгоритм, який називається англ. seam carving, потребує аби кожному пікселю зображення було приписане деяке числове значення 'енергії', яке описує їх відмінність від ортогонально суміжних пікселів. Алгоритм поступово убирає рядки або стовпці з найменшою енергією. Формула, що обирається для визначення енергії пікселя (величина градієнта в пікселі) здебільшого використовує для побудови часткові похідні.

## Нотація
Нехай надалі f — функція, залежна від x, y та z.
Часткові похідні першого порядку мають вигляд:
{\displaystyle {\frac {\partial f}{\partial x}}=f_{x}=\partial _{x}f.}
Часткові похідні другого порядку:
{\displaystyle {\frac {\partial ^{2}f}{\partial x^{2}}}=f_{xx}=\partial _{xx}f.}
Мішані похідні другого порядку:
{\displaystyle {\frac {\partial ^{2}f}{\partial y\,\partial x}}=f_{xy}=\partial _{xy}f.}
Часткові та мішані похідні вищих порядків:
{\displaystyle {\frac {\partial ^{i+j+k}f}{\partial x^{i}\,\partial y^{j}\,\partial z^{k}}}=f^{(i,j,k)}.}
Коли йдеться про функції багатьох змінних, варто звернути увагу на те, що деякі з них можуть залежати від інших, і може виникнути потреба в уточненні змінних, котрі є сталими. У таких дисциплінах, як статистична механіка, часткова похідна функції f за змінною x, при зафіксованих y та z, часто записується так:
{\displaystyle \left({\frac {\partial f}{\partial x}}\right)_{y,z}.}

## Формальне означення та властивості
Як і звичайні похідні, часткова похідна позначається як границя. Нехай U — відкрита підмножина функції Rn та f: U → R. Частковою похідною функції f в точці a = (a1, …, an) ∈ U за i-ю змінною xi є
{\displaystyle {\frac {\partial }{\partial x_{i}}}f(\mathbf {a} )=\lim _{h\rightarrow 0}{f(a_{1},\dots ,a_{i-1},a_{i}+h,a_{i+1},\dots ,a_{n})-f(a_{1},\dots ,a_{n}) \over h}}
Навіть якщо всі часткові похідні ∂f/∂xi(a) в точці a існують, функція не обов'язково є в ній неперервною. Та якщо всі часткові похідні існують в околі точки a і є в ньому неперервними, то f є диференційовною в цьому околі і повна похідна є неперервною. В такому разі кажуть, що f належить простору функцій C1. Цей факт можна використати для узагальнення в простір векторних функцій (f : U → Rm), по компонентам вибираючи аргумент.
Часткову похідну {\displaystyle {\frac {\partial f}{\partial x}}} можна розглядати як іншу функцію на області U і частково диференціювати ще раз. Якщо всі мішані часткові похідні другого порядку неперервні в точці (чи проміжку), кажуть, що f в точці (або на проміжку) належить простору функцій C2; за таких умов часткова похідна може бути замінена за теоремою Клеро:
{\displaystyle {\frac {\partial ^{2}f}{\partial x_{i}\,\partial x_{j}}}={\frac {\partial ^{2}f}{\partial x_{j}\,\partial x_{i}}}.}